# سردنبلویه
سردنبلویه (به لاتین: Srednebeloye) یک منطقهٔ مسکونی در روسیه است که در استان آمور واقع شده‌است.